# Robert Garrett (Leichtathlet)
Robert S. Garrett (* 24. Mai 1875 im Baltimore County, Maryland; † 25. April 1961 ebenda) war ein US-amerikanischer Leichtathlet, Tauzieher und Olympiasieger.

## Karriere
Bei den I. Olympischen Spielen 1896 in Athen gewann er im Kugelstoßen und beim Diskuswurf. Des Weiteren belegte er Platz zwei im Hochsprung und beim Weitsprung. Bei den II. Olympischen Spielen 1900 in Paris belegte er dreimal Platz drei, im Standdreisprung, im Dreisprung und beim Kugelstoßen. Außerdem nahm er 1900 mit seiner Mannschaft an einem Schaukampf im Tauziehen teil. Beim Diskuswurf trat er trotz Anmeldung nicht an, da der Wettkampf an einem Sonntag ausgetragen wurde und er meinte, einen Start am Sonntag nicht mit seinem christlichen Glauben vereinbaren zu können. Mit seinen Erfolgen in Athen wurde Robert Garrett der beste amerikanische und insgesamt der sechstbeste Olympiateilnehmer in Athen.

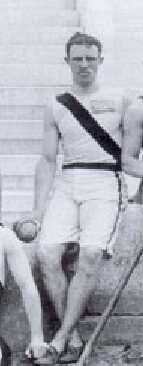
Robert Garrett in Athen 1896

Garrett kam aus einer reichen Bankiersfamilie und studierte an der Princeton University. Er war hervorragend in der Leichtathletik und wurde deshalb Kapitän des Princeton Leichtathletikteams während seiner Jahre an der Unter- und an der Oberstufe. Garrett war in erster Linie ein Kugelstoßer, er nahm aber auch an den Sprungdisziplinen teil. Anlässlich der ersten Olympischen Spielen 1896 in Athen schlug Professor William Milligan Sloane ihm vor, es auch einmal mit dem damals in Amerika unbekannten Diskuswurf zu versuchen.
Sie konsultierten Wissenschaftler, um eine Zeichnung eines Diskusses zu erhalten. Anschließend ging Garrett zu einem Schmied, um das Wurfgerät anfertigen zu lassen. Es wog ca. 5 Kilogramm, und es war nahezu unmöglich, den Diskus zu werfen. Also gab Robert die Idee auf, am Diskuswettbewerb teilzunehmen. Da er aus einer wohlhabenden Familie kam, bezahlte er seine Überfahrt nach Athen und die dreier seiner Studienkameraden (Francis Lane Dritter über 100 Meter, Herbert Jamison Zweiter über 400 Meter, Albert Tyler Zweiter im Stabhochsprung). Als er in Athen entdeckte, dass der bei den Spielen eingesetzte Diskus lediglich 2 Kilogramm wog, entschied er sich dazu, aus Spaß am Wettbewerb teilzunehmen.
Die griechischen Werfer warfen alle nach der überlieferten klassischen Technik. Garrett verwendete dahingegen die Drehtechnik, um die Geschwindigkeit des Diskusses beim Abwurf zu erhöhen. Garretts ersten beiden Würfe sahen sehr unbeholfen aus. Der Diskus eierte durch die Luft und verfehlte nur knapp das Publikum. Sein letzter Wurf segelte jedoch 19 Zentimeter weiter als der des besten griechischen Teilnehmers Panagiotis Paraskevopoulos. Paraskevopoulos konnte sich mit seinem letzten Wurf noch einmal verbessern, jedoch schaffte er es nicht, Garrett zu übertreffen. 1897 wurde Garrett der IC4A Kugelstoßmeister.
Nach seinem Studium wurde er Bankier und unterstützte finanziell verschiedene Wissenschaften (Geschichtswissenschaft und Archäologie). Er finanzierte und half bei der Organisation einer archäologischen Expedition nach Syrien, die von Howard Crosby Butler von 1899 bis 1900 geleitet wurde. Als Hobby sammelte er Manuskripte aus dem Mittelalter und der Renaissance. 1942 vermachte er der Princeton University seine Sammlung von mehr als 10.000 Manuskripten.